# 後藤里香
後藤 里香（ごとう りか、1995年8月15日 - ）は、日本の元AV女優。クルーズグループ所属。

## 略歴・人物
2017年4月、E-BODYの専属女優としてデビューした巨乳AV女優。

## 出演作品

### アダルトDVD
2017年
- おっとり控えめ少女のむっちりメガトンIカップ E-BODY専属デビュー（4月1日、E-BODY）
- むっちむち爆乳 徹底いじり（5月1日、E-BODY）
- 中年男のねっとり性交で初絶頂! 78回イカされた爆乳少女（6月1日、E-BODY）
- 【発見】超敏感Iカップ★ 地味だけど極上ムチムチ隠れ巨乳娘（7月1日、まんげつ/妄想族）
- ボイン大好きしょう太くんのHなイタズラ 住み込みのお姉ちゃんは新任の先生編（7月6日、グローリークエスト）
- 寝取らせ… 控えめで大人しいIカップ爆乳妻が義兄弟にカラダをむしゃぶり付かれ淫らな姿を初めて曝け出す（7月7日、テクノブレイク）
- 湯けむり近親相姦 母子入浴交尾（8月1日、ヴィーナス）
- ボクだけのご奉仕メイド（8月4日、クリスタル映像）
- 寸止めされて悶絶絶頂! 乳首が敏感過ぎる爆乳妻（8月19日、Fitch）
- 扇情的な胸ポチとハミ乳で男を殺しまくるノーブラ巨乳妻（9月1日、ヴィーナス）
- お姉さんの爆乳が卑猥過ぎて秒殺で悩殺!!（9月7日、unfinished）
- 爆乳AV女優の後藤里香がプライベートで参加した中年おやじたちのオフ会でマワされて中出しされまくった（9月8日、クリスタル映像）
- ロリ巨乳の妹にバブみを感じてオギャりたい（9月22日、I.B.WORKS）
- 新人爆乳Hカップ御奉仕メイド（10月7日、unfinished）
- 乳狂い 100cmIカップ生ハメ奉仕（10月19日、Fitch）
- 隣人の情婦になってしまった妻 4（11月7日、JET映像）
- 僕らの性欲をまるごと飲み干す! 爆乳ごっくん委員長（11月13日、Fitch）
- むっちりすけべなお姉さん 弾力バツグン爆乳Iカップの隣人不倫性活（11月17日、まぐろ物産）
- 秘境、炉利巨乳村。（12月1日、キチックス）「りか」名義、共演:みゆう（天野美優）、つばさ（雛菊つばさ）、れん（ひなみれん）
- 鹿児島から上京即撮り 田舎っぺ童顔爆乳Iカップ M志願ゆかちゃん18才 連れ回し露出温泉旅行（12月8日、FIRST STAR）「ゆか」名義
- 爆乳レズビアン バリタチ快楽調教 〜新人グラドルをフェムネコにさせる先輩グラドル〜（12月13日、Fitch）共演:澁谷果歩

2018年
- 後藤里香の爆乳劇場 Icup! 100cm（1月1日、プラネットプラス）
- 彼女にフラれた僕を不憫に思った母ちゃんとコンドームをする約束でセックス! ゴムハメでは無反応だった母ちゃんがコンドームをこっそり外して生ハメしたら痙攣して何度も絶頂「すぐ良い娘が見つかるわ」から「誰にも渡すもんですか」に態度が豹変し腰振り騎乗位が止まらない大逆転セックス!!（1月7日、ヴィーナス）
- 爆乳ムチムチ妻ヤリまくり中出し天国（1月16日、マザー）
- 西麻布プロモーション 羽田マリンちゃん Iカップ/アイドル志望/無許可中出しAVデビュー（1月19日、キチックス）「羽田マリン」名義
- BSI$69パンツを売ったらさようなら… 地方在住無名I$4名収録（1月26日、MERCURY）他出演:小島りりか・心春・桜井叶乃
- 近親相姦中出しソープ 初めての熟女風俗、指名したら母ちゃんだった（2月1日、ヴィーナス）
- THE TALE’S Vol.3（3月9日、GIGA）
- ムッチリ爆乳女子中出し（4月24日、マザー）「りか」名義
- ウエット＆メッシー 白い巨乳 後藤里香 濡れた女体は美しい…（7月20日、レイディックス）
- お前のカラダは犯罪だ!!田舎っぺ童顔爆乳の仲居さんをおいしくいただきます（8月7日、桃太郎映像出版）
- 肉感イズム（8月7日、ビッグ･ザ･肉道/妄想族）
- ニットがはち切れる巨乳・巨尻が肉厚マ○コで吸い取る精子 2（8月9日、Mr.michiru）共演:玉木くるみ
- 「もうほぼそれってオッパイ見えてるんじゃないですか？」プルンっプルンっと揺れる大きな胸が小さな水着から今にもこぼれ落ちそう!!南国にあるスパリゾートでハメをはずして普段なら着る事のない大胆で小さめの水着を着て浮かれている巨乳女子大生グループに目が釘付け…（2018年9月2日、Hunter）共演:宮川ありさ、桐條紗綾、深田結梨、真白ここ、神宮寺ナオ、竹田まい
- Hカップ以上限定! 爆乳エロプロレス（11月8日、ROCKET）共演:久我かのん、優月まりな、三苫うみ
- 悩める巨乳JDのおっぱいレズ物語（11月19日、レズれ!）共演:優月まりな
- 巨チン美少女のザーメンには強制淫乱化させる成分が含まれています。（11月25日、ダスッ！）共演：美谷朱里、川口葉純、久我かのん
- オイルボイン（12月7日、クリスタル映像）
- 初めてのずっぷり挿入! Wペニバンレズセックス（12月19日、レズれ!）共演：優月まりな／他出演：高杉麻里、蓮実クレア、熊宮由乃、葵百合香、倉木しおり、美保結衣、井上綾子、星乃レイア
- むっちりスケベな幼妻 Iカップ爆乳グラマラス痴女デリ嬢（12月21日、まぐろ物産）

2019年
- 乳首が感ずる女たち 2（2月1日、OFFICE K’S）他出演：倉木しおり、月ヶ瀬ゆま、谷白うた、森下美怜、北川りこ
- 媚薬でヨダレダラダラ連発中出しイキまくり! ノンストップ4時間スペシャル!（3月22日、/REAL）他出演：桜ちなみ、優月まりな、君島みお
- 絶対に脱がない・ヤレない・真面目なマッサージ嬢に部屋の加湿器で媚薬入りの霧を浴びさせたら… めちゃくちゃエロい子になってしまったので勢いに任せて生本番しちゃいました!（5月1日、Fitch）他出演：星乃せり、美咲結衣、塚田詩織
- 後藤里香 8時間 SPECIAL COLLECTION（5月10日、クリスタル映像）※単体ベスト
- シーメールレズビアン ～童貞デカちんニューハーフ、童顔巨乳女子との初セックス!～（5月13日、U&K）共演：増田ゆめ
- 完全着衣拘束デカパイ奴隷 01 巨乳を揉まれ揺らされ欲情しまくる肉奴隷（5月31日、MAD）共演：高野しずか
- (裏) 手コキクリニック 大量精液採取編 性交クリニック 11 超業務的リアル看護 8性交×200分SP（6月6日、SODクリエイト）他出演：大浦真奈美、石川みなみ、瀬戸すみれ、星あめり、美保結衣、倉木しおり、宮村ななこ
- 濡れ透け巨乳家出娘と同棲濃厚SEX III（6月7日、クリスタル映像）
- TSF僕はドッペルゲンガール（6月20日、ROCKET）共演：美咲かんな、海空花、川越ゆい
- えげつない巨乳7（8月25日、豊彦）※「青井ゆはな」名義
- 濡れてテカってピッタリ密着 神スク水 後藤里香 可愛い女子のスクール水着姿をじっとりと堪能!着替え盗撮から始まり貧乳から巨乳にパイパン、ハミ毛、ジョリワキ等のフェチ接写やローションソーププレイやスク水ぶっかけに生中出し等を完全着衣で楽しむAV（9月26日、親父の個撮）
- 教室内のブラ透け度200%で目のやり場に困る! 登校中のゲリラ豪雨でズブ濡れになった女子たちはみんなブラ透け透け状態!その中に男はボク1人!（9月19日、Hunter）共演:稲場るか、真田みづ稀、今井まい、沖田里緒、花咲はな、新垣ことり
- メガネをかけた真面目清楚系むっつりすけべ美少女わいせつ中出し調教（9月27日、TMA）他出演:逢沢りいな、稲場るか
- 巨乳AJOI究極の完全主観オナニーサポートDVD デッカイおっぱいで見せつけ挑発（10月13日、アロマ企画）他出演：笹倉杏、日向うみ、佐原由紀、彩葉みおり、井上愛唯
- 「セックスしようよ」トロリとした視線で、彼女は囁いた…。クラスのマドンナがエロ誘惑!! オドオドしてたらいつの間にか童貞喪失!? 小心者の僕が教室で居残り勉強してたら、とんでもない痴女に出会ったんだ。（11月1日、OFFICE K’S）他出演：美谷朱里、水卜麻衣奈
- 超ドUPアナル観察（11月1日、OFFICE K’S）他出演：藤白桃羽、水卜麻衣奈、植木翔子、山口椿、松ゆきの、牧村柚希、賀川房江
- オトナの家庭教師 ～爆乳先生里香さん(Iカップ)の体験告白～（11月7日、下半身タイガース/妄想族）
- 女専門サキュバスに「魅入られた」レズビアン女子大生（11月7日、ビビアン）共演:美谷朱里
- 男をいびるのが大好きなワガママS痴女たちといいなりM男の王様ゲーム（11月7日、犬/妄想族）共演：水卜麻衣奈／他出演：浜崎真緒、西田カリナ、藤白桃羽、日向うみ、牧村柚希、松ゆきの、有栖るる
- 乳房(おっぱい)むしゃぶりつきたくなるエロス（12月1日、FAプロ）他出演：ましろ杏、彩奈リナ、三高由莉子
- いじわるなお隣さんに弱みを握られて金玉が空っぽになるまでやられた僕。（12月6日、LEO）他出演：美谷朱里、通野未帆

2020年
- しくまれた媚薬痩身エステ 施術師が怪しいので警戒していたが、秘かに盛られた媚薬でまんまと快楽堕ち!!（1月1日、LEO）他出演：稲場るか、佐知子
- しゃがんだお尻の穴の収縮とシワの本数までバッチリ分かるアナルひくひくオナニー（1月13日、アロマ企画）他出演：宮沢ちはる、一条みお、黒川すみれ、藤井林檎、笹倉杏星、あめり、紗凪美羽、豊中アリス、神ユキ、夏希のあ、桃瀬瑠加、佐原由紀、明海こう、愛里るい

### イメージDVD
2017年
- 『AV無理』 誰にでもできる簡単なお仕事です。と騙して無茶撮り 脱いだら超爆乳 気弱なIカップ女子大生（2月7日、未満）「りか」名義

2018年
- Sourire（スリール）（3月30日、マーレーインターナショナル）「中条ゆうり」名義
- マジLOVE美少女（5月23日、マーレーインターナショナル）「梅田れいな」名義

### 配信
2017年
- 生中出し 爆乳美少女とオジサンのイケナイ関係（7月13日、ブイワンVR）VR仕様
- おっぱいが凄い!ボクのことを好き過ぎる爆乳ご奉仕メイドとのなんともうらやましい日常。（8月4日、CRYSTAL VR）VR仕様
- 生中出し Iカップ爆乳の美マンにブチ込め!!（8月7日、ブイワンVR）VR仕様

2018年
- 里香（1月19日、北池袋盗撮倶楽部）「里香(21)」名義
- 巨乳x主観 目の前で揉み揺れオッパイ写真集（3月30日、ブイワンVR）他出演:澁谷果歩・高嶋ゆいか・長谷川舞、VR仕様
- マジ軟派、初撮。 1072（4月17日、ナンパTV ）「りか 21歳 ドラッグストアバイト」名義
- 里香 2（4月20日、北池袋盗撮倶楽部）「里香(21)」名義
- 百戦錬磨のナンパ師のヤリ部屋で、連れ込みSEX隠し撮り 054（4月23日、ナンパTV ）「リカ 24歳 人妻」名義
- 【地味子×超巨乳＝1番ヌケる】この爆乳に言葉や説明は無用!!圧倒的乳による暴力!!もはやこの乳の揺れは止められない!!マグニチュード8.8超え!!テント崩壊寸前!!パイズリでチ●コ圧迫壊死寸前!!絶頂からの爆乳、爆乳からの絶頂!!絶頂爆乳無限ループ!!あなたはこの爆乳に耐えられるか??の巻：私立パコパコ女子大学 女子大生とトラックテントで即ハメ旅 Report.045（4月28日、プレステージプレミアム）「りかちゃん 20歳 女子大生(経済学部3年生)」名義
- 【宝乳】21歳【ほうにゅう】大学生りかちゃん参上!小学でEカップだった彼女の応募理由は『前からAV出たかったんです♪』巨乳が故に性への目覚めが早かった!就活前にAV出演!この乳を使わないのは宝の持ち腐れと挟むは揺れるはの嵐!乳もマ●コも超敏感のイキまくり女子大生『最近、男性の胸への目線が興奮しちゃうんですょね〜♪』そりゃ見るゎ!w【Hカップ乳】必見です♪（5月1日、ARA）「りか 21歳 大学生」名義
- あなたのことが大好きな巨乳新妻 里香とセーラーコスプレで密着ぬぷぬぷ中出しH（6月1日、ケイ・エム・プロデュース）「りか 21歳 大学生」名義、VR仕様
- VRで合コン体験! コミケの後の宅飲みで酔いつぶれた女子に中出し!（7月24日、Virtual Rabbit）共演：倉科もえ
- 超VIP席! 巨乳美少女達の見せ付けレズ（7月27日、CASANOVA/フランソワ）共演：北川りこ
- もしも彼女がAV女優 後藤里香だったら…  夢の四畳半同棲生活（9月19日、WOW!）
- I-cup爆乳 パイズリミルフィーユSP パイズリフェラパイズリ手コキと交互に織りなす（10月20日、TEPPAN VR）
- 巨乳の後輩におっぱい見せてとお願いしてみたら…あれよあれよと言う間に立ちバック!? さらに優しい授乳手コキからの大迫力騎乗位＆正常位で中出ししちゃった!!（11月29日、CRYSTAL VR）

2019年
- ボインちゃん VR ノーモザイク（1月17日、ガン見隊/卍-VR ）他出演：優木いおり、椎葉みくる、佐原由紀、高城彩、川口葉純
- 巨乳×爆乳×美乳 おっぱいもみもみVR 大好きなおっぱいを思う存分もんでみたッ!!（1月28日、CRYSTAL VR）他出演：中村知恵、宝田もなみ、春菜はな、霧島さくら、高杉麻里、八乃つばさ、美保結衣、妃月るい
- 足裏フェチVR（2月1日、SODVR）他出演：市川まさみ、古川いおり、神坂ひなの、栄川乃亜、小西まりえ、持田栞里 他
- バレンタイン告白VR（2月7日、SODVR）他出演：戸田真琴、かなで自由、森はるら、小西まりえ、胡桃沢ももこ、持田栞里、玉木くるみ、明海こう
- 赤ちゃん目線！バブみ全開！母性溢れる巨乳に包まれながら授乳手コキでオギャろう～（3月1日、SODVR）他出演：玉木くるみ、森はるら、持田栞里、胡桃沢ももこ、浅美結花、天希ユリナ
- 恋人にバレずにセフレと禁断の密会!（3月22日、CASANOVA/フランソワ）
- 乱入! ハプニング個室ビデオ スペシャル（4月26日、CASANOVA/フランソワ）他出演：笹倉杏、五月女千夏、優梨まいな
- VR巨乳×顔騎 ノーモザイク（6月5日、ガン見隊/卍-VR）他出演：優木いおり、佐原由紀、川口葉純、椎葉みくる、高城彩
- I-cup爆乳の圧倒的快楽!! ローションまみれで素股×パイズリ×手コキ ノンストップ極上奉仕（6月29日、TEPPAN VR）
- Gカップ以上しか存在しない究極のおっパブVR!! 都内某所にOPENした話題沸騰の超過激サービスが存在するという噂のおっパブに潜入!!（10月31日、TMAVR）他出演：稲場るか、黒川さりな、月宮ねね、真田みづ稀、逢沢りいな